# Курячівка (Сватівський район)
Ку́рячівка — село в Україні, у Білокуракинській селищній громаді Сватівського району Луганської області.
Площа села 597,3 га. Селом тече річка Біла, права притока Айдару (басейн Сіверського Дінця).

## Назва
Існує 3 найпоширеніших версій походження назви села:
- Від першого поселенця-утікача Курочки[3].
- Від трьох братів утікачів з Речі Посполитої з прізвищем Курячі, що заснували 3 села Східної Слобожанщини з однаковими назвами: Курячівка Білокуракинського району, Курячівка Старобільського району, Курячівка Марківського району[2].
- Під час набігів татар Валуйським шляхом мешканці села ховались в лісі, а в селі з живності залишали лише курей.

## Історія
Село засноване у 1789 році.
Під час Франко-російської війни багато селян записувалось до новоутворюваних козацьких полків. Основним заняттям населення було хліборобство, кушнірство (вичинка овечих шкур — смух), бортництво (розведення бджіл в штучних бортях-дуплах). Відомим майстром-ковалем був циган Павло. Періодично на території волості спалахували епідемії чуми. 1840 року від неї померло 1118 осіб.
Рада селянських депутатів була заснована в грудні 1917 року. У 1918 році Пахоленко Гнат Васильович і Курочка Іван Іванович утворили комітет селянської бідноти. У 1925—1926 роках малоземельним селянам були роздані земельні наділи. 1923 року село увійшло до складу Білокуракинського району Старобільського округу Донецької губернії, з 1938 в складі новоутвореної Луганської області. 1929 року створено комсомольську організацію (перший секретар Ромашенко Василь Олексійович). 1930 року на хвилі примусової колективізації було утворено перший колгосп «імені Жданова» на землях Крутих ярів, Бурсука, Щапачиного.
У травні 1932 року почали зводити залізницю Москва — Донбас, що пройшла через усе село. Створено станцію Катран. 1937 року дільниця здана в експлуатацію.
Під час Голодомору 1932—1933 років за архівними даними на території тодішньої Курячівської сільської ради загинуло 246 осіб. Жертв Голодомору звозили й ховали за селом. Під час побудови залізниці на тому місці висадили лісосмугу, а трохи нижче збудували будинки залізничників.
У роки Другої Світової війни понад 400 жителів села воювало на фронтах, 110 з них за подвиги в боях нагороджені орденами і медалями СРСР. У боях загинуло 263 людини, загальні жертви села під час війни склали 357 осіб. Під час наступальних боїв Радянської армії в 1943 році на залізничній станції був захоплений німецький ешелон з медикаментами, одягом, продуктами харчування. До лав Радянської армії записалось багато юнаків, що загинули у першому ж бою під Сватовим.
1944 року на землях Курячівки було утворено 2 колгоспи: «імені Жданова» (голова Овчаренко Ю. І.) — 86 дворів, 1597 га землі, у центрі села «імені XVIII партз'їзду» — 123 двори, 1950 га землі. У 1950 році відбулося укрупнення колгоспів, у селі залишився один колгосп «імені Жданова». У лютому 1959 року до колгоспу було приєднано землі рудівського колгоспу «імені 1 травня». 1962 року колгосп отримав іншу назву — «Заповіт Ілліча».

## Населення
Населення становить 587 осіб, 231 двір.
За даними на 1864 рік на казенному хуторі Курочкін (Курученка) Старобільського повіту Харківської губернії мешкало 934 особи (463 чоловічої статі та 471 — жіночої), налічувалось 44 дворових господарства.
Станом на 1885 рік на колишньому державному хуторі Павлівської волості, мешкало 1308 осіб, налічувалось 136 дворових господарств.
За переписом 1897 року кількість мешканців зменшилась до 1225 осіб (624 чоловічої статі та 601 — жіночої), з яких всі — православної віри.
На середину XX століття в селі мешкало 920 осіб, було 340 дворів.

## Вулиці
У селі існують вулиці: Василькова, Залізнична, Зарічна, Миру, Молодіжна, Мостова, Набережна, Підгірна.

## Економіка
За часів радянської влади у селі знаходилась центральна садиба колгоспу «Заповіт Ілліча», за яким було закріплено 6808 га сільськогосподарських угідь, з них 4959 га ріллі. Основний виробничий напрям господарства було зернове рослинництво і м'ясо-молочне скотарство. У 1980-х роках було збудовано тваринницький комплекс із відгодівлі великої рогатої худоби на 3 тис. голів, критий тік, оснащений ЗАВ-20 і ЗАВ-25, зерносховище на 500 тон, гараж, машинно-тракторна майстерня, 2 агрегати для виготовлення вітамінно-трав'яної суміші. Після розпаювання землі за часів незалежної України на землях колишнього колгоспу веде господарство СТОВ Роздольне, близько 70 працівників. Воно займається розведенням молочних порід великої рогатої худоби, вирощуванням зернових та технічних культур, виробництвом м'яса, сумішей для відгодівлі тварин. Утворені фермерські господарства: «Інтерагро» Куденка Сергія Васильовича і «Меліса» Бардаченко Петра Миколайовича.

## Транспорт
Розташоване у верхів'ї річки Біла, за 17 км від районного центру, з яким пов'язане асфальтованою дорогою. У селі знаходиться залізнична станція Катран на лінії Валуйки — Кіндрашівська-Нова.

## Культура та інфраструктура
У селі 1967 року збудовані будинок культури із залом на 400 місць, середня школа на 320 учнів. Також споруджено бібліотеку, відділення зв'язку, 3 магазини, фельдшерсько-акушерський пункт, дитячий комбінат, ощадну касу.
Станом на 2013 рік в Курячівській загальноосвітній школі навчається 86 учнів в 11 класах, створено профільний клас української філології, кількість персоналу становить 11 чоловік, директор Терещенко Наталія Петрівна.
У селі діє дитячий навчальний заклад «Казка».

## Пам'ятники

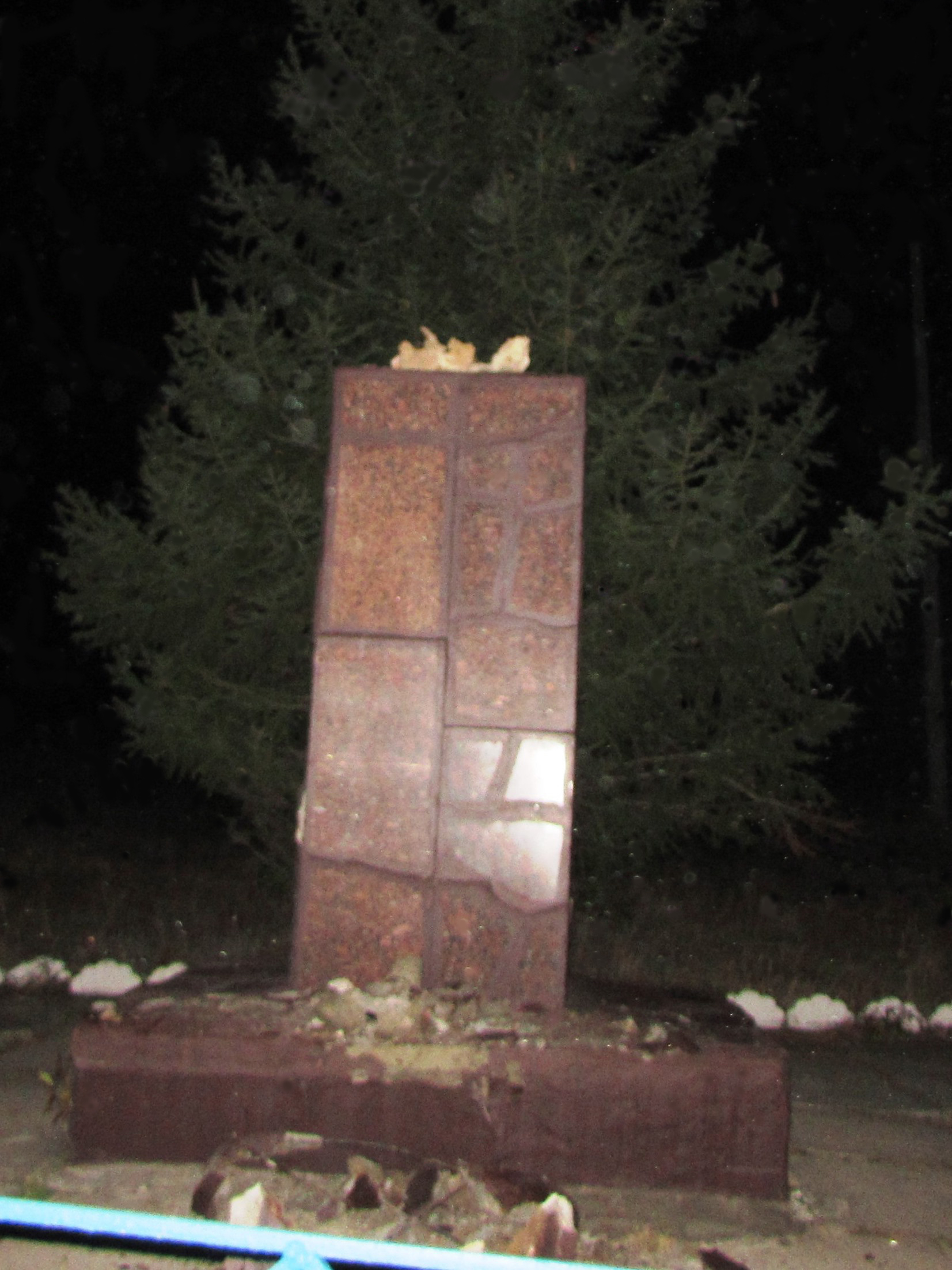
Зруйнований пам'ятник Леніну в селі Курячівка

На честь загиблих у боях односельчан 9 травня 1983 року встановлено пам'ятний обеліск. У братській могилі поховані воїни, загиблі при визволенні села від німецьких окупантів. У сквері в центрі села споруджено пам'ятник загиблим танкістам 50 танкового батальйону 50 танкової бригади. Пам'ятник Леніну в селі був зруйнований невідомими активістами 22 жовтня 2014 року.

## Церква
З 1881 по 1885 рік на місці сучасного Будинку культури селяни зводили церкву святого Єгорія. За часів радянської антирелігійної кампанії її було знищено. У 1990-х роках Свято-Георгіївський храм було відновлено у приміщенні магазину госптоварів, поряд із місцем зруйнованої церкви. Станом на 2016 рік настоятелем храму служить ієромонах Тихон (Муравйов).

## Визначні особистості
За успіхи в праці 33 людини відзначені орденами і медалями Радянського Союзу.
- Пономаренко Мотря Юхимівна (1922—2003) — трактористка, нагороджена орденами Леніна, орденом Трудового Червоного Прапора.
- Пономаренко Раїса Григорівна (1955—1974) — героїчно загинула, рятуючи від розриву міни піонерів в літньому таборі.
- Стрільцова Раїса Сергіївна — мати-героїня, народила і виховала 9 дітей, повний кавалер ордену Материнська слава.
- Холоденко Костянтин Якович (1923—2006) — директор колгоспу (1955—1985), кавалер орденів Леніна, Знак Пошани, Трудової Слави.
- Петренко П. П. — колишній секретар парткому колгоспу, удостоєний ордену Жовтневої Революції.